# Иранско-саудијски сукоб
Иранско-саудијски прокси сукоб је тренутна политичка, понегде и оружана борба за регионални утицај између Ирана и Саудијске Арабије на Блиском истоку и Персијском заливу. Ове две земље дају различите степене подршке супротним странама у околним сукобима, укључујући и грађанске ратове у Сирији, Јемену и Ираку, као и у централној Азији и јужној Азији. У ономе што је описано као хладни рат, сукоб се води на више нивоа у вези са геополитичким, економским и секташким утицајима.